# Xã Steady Run, Quận Keokuk, Iowa
Xã Steady Run (tiếng Anh: Steady Run Township) là một xã thuộc quận Keokuk, tiểu bang Iowa, Hoa Kỳ. Năm 2010, dân số của xã này là 314 người.